# Iulian Nehendzi
Iulian Arkadievici Nehendzi (în rusă Юлиан Аркадьевич Нехендзи; n. 19 iunie 1901, Skvîra, gubernia Kiev⁠(d), Imperiul Rus – d. 19 februarie 1968, Leningrad, RSFS Rusă, URSS) a fost un inginer metalurg sovietic, specializat în turnarea oțelului.

## Biografie
S-a născut pe 6/19 iunie 1901 în orașul Skvîra (aflat în prezent în regiunea Kiev din Ucraina) în familia unui mic slujbaș. A absolvit (cu medalie de aur) Școala Comercială nr. 1 din Ekaterinoslav (1918) și Institutul de Mine din Ekaterinoslav cu calificarea de inginer în producerea oțelului (1924). A lucrat la uzina „Nevski” din Leningrad: turnător, maistru în secția de oțelărie, inginer, inginer șef adjunct al secției de oțelărie, inginer metalurg șef al uzinei (din 1932). În anii 1929, 1931–1932 și 1934 a urmat stagii de specializare în Germania și Suedia.
Începând din ianuarie 1930 a predat în paralel la Institutul Politehnic „M.I. Kalinin” din Leningrad: a fost mai întâi conferențiar la Catedra de Metalurgia Fierului a Facultății de Metalurgie, iar în septembrie 1930 a fost numit șef al Catedrei de Turnarea Oțelului. În anul 1933 a devenit profesor universitar. A dezvoltat bazele științifice ale cursului „Fundamentele teoretice ale turnării metalelor” pentru muncitorii din uzinele metalurgice. În 1939–1941 a îndeplinit funcția de decan al Facultății de Tehnologia și Cercetarea Materialelor. În paralel, în perioada 1938–1941 a fost și șef de catedră la Institutul de Oțel „I.V. Stalin” din Moscova.
În timpul celui de-al Doilea Război Mondial a fost trimis la uzina de construcții de mașini „Uralmaș” din Sverdlovsk, unde a fost angajat în activități științifice și practice pentru aprovizionarea Armatei Sovietice cu tancuri și muniție. În perioada 1943–1944 a fost profesor la Catedra de Turnarea Oțelului a Institutului de Oțel „I.V. Stalin”. La 15 noiembrie 1944 a fost eliberat de atribuțiile de profesor, dar a continuat să conducă lucrări de cercetare științifică și a fost numit coordonator științific al temei nr. 455.
Începând din 1946 a fost șef de catedră la Institutul Politehnic „M.I. Kalinin” din Leningrad, iar concomitent în anii 1950 a condus și Catedra de Turnarea Oțelului a Institutului Politehnic prin Corespondență „Nord-Vest”. În 1966 a condus Comisia NTO MAȘPROM pentru elaborarea unei nomenclaturi a proprietăților de turnare a aliajelor și standardizarea metodelor de determinare a acestora.
A murit în mod neașteptat pe 19 februarie 1968 la Leningrad, din cauza unei boli de inimă.

### Familie
A fost căsătorit cu Nana Aleksandrovna, absolventă a secției de pian a Conservatorului din Leningrad, unde a fost studentă a profesorului Leonid Vladimirovici Nikolaev și colegă de clasă cu Pavel Alekseevici Serebreakov și Klimenti Arkadievici Korcimariov. Cei doi au avut un fiu: Evgheni (n. 1927).

## Activitatea științifică
Principalele direcții de cercetare ale profesorului Nehendzi au fost:
- fundamentele teoretice ale turnării metalelor,
- proprietățile de turnare ale aliajelor,
- turnarea oțelului.

În 1943 a condus un grup care a dezvoltat la uzina „Uralmaș” o tehnologie de turnare a turelelor de tancuri în matrițe metalice în loc de matrițe din nisip, ceea ce a făcut posibilă reducerea drastică a duratei procesului tehnologic și creșterea producției de tancuri, precum și creșterea rezistența turelelor împotriva obuzelor. În procesul de dezvoltare a temei nr. 455, el a propus turnarea unei probe în formă de U pentru evaluarea fluidității și contracției oțelului, numită proba Nehendzi-Samarin (este încă folosită).
A dezvoltat bazele științifice și metodele matematice pentru analiza transferului de căldură, a proceselor hidraulice, a formării structurilor și a proceselor de contracție în timpul turnării, a investigat efectul topirii și turnării în vid asupra furnalelor, precum și proprietățile tehnologice și mecanice ale aliajelor termorezistente, a creat instalații și metode noi de determinare a proprietăților de turnare și termofizice ale aliajelor.
A participat la lucrările Congresului Internațional al Specialiștilor în Turnarea Metalelor (1956, 1963, 1967). Este autor a peste 200 de lucrări științifice, inclusiv monografii.

## Premii și distincții
- Ordinul Insigna de Onoare (22 mai 1939) – „pentru îndeplinirea cu succes a misiunii guvernamentale de producție de muniție, pentru dezvoltarea de noi tipuri de muniție pentru Armata Roșie și Flota Navală și pentru desfășurarea exemplară a unei activități stahanoviste”[5]
- Premiul Stalin clasa a III-a (1946) – pentru dezvoltarea și introducerea în producție a unei noi tehnologii de turnare a turelelor de tancuri grele, ceea ce a asigurat o creștere semnificativă a producției de tancuri

## In memoriam
În 2001 s-a desfășurat la Sankt Petersburg o conferință științifică și practică panrusă dedicată împlinirii a 100 de ani de la nașterea lui I.A. Nehendzi și aniversării a 70 de ani a catedrei înființate de acesta.

## Lucrări (selecție)
- Стальное литье („Turnarea oțelului”, 1931)
- Литые стальные снаряды („Obuze turnate din oțel”, 1939)
- Кокильное литье („Turnarea în cochilie”, 1943)
- Стальное литье („Turnarea oțelului”, 1948)

### Traduceri în limba română
- Turnarea oțelului, Ed. Tehnică, București, 1952, 766 p.